# Контрфорсная плотина

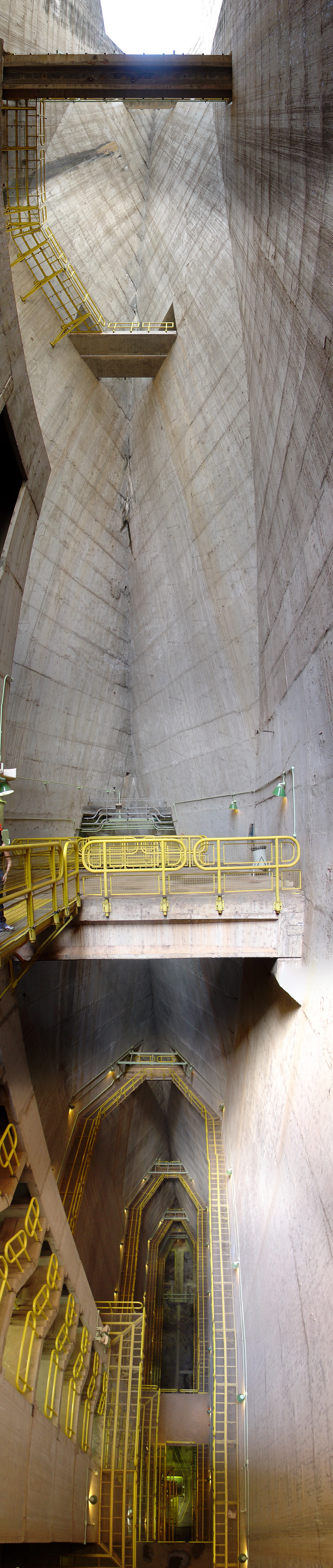
Внутренняя часть плотины ГЭС Итайпу.

Контрфорсная плотина — разновидность выполненных из железобетона плотин. В отличие от арочно-гравитационных и гравитационных плотин, не имеют выраженной арочной геометрии сооружения и устойчивость этого типа дамб может быть не обеспечена массой самого сооружения.
Увеличение прочности и надёжности этого типа плотин обеспечивается либо смыканием внешних стен дамбы на её гребне, либо путём использования вертикальных контрфорсных элементов внутри тела плотины, снаружи со стороны нижнего бьефа или со стороны нижнего и верхнего бьефов. Таким образом, давление воды со стороны водохранилища передаётся напорным перекрытиям-контрфорсам, которые, в свою очередь, перенаправляют его на основание плотины. Контрфорсные перекрытия бывают двух типов: массивные (бетонные и бутобетонные) и тонкие (бетонные и железобетонные), сплошные или сквозные.
В России наиболее известным примером использования контрфорсной плотины является Зейская ГЭС.